# Championnat de Belgique féminin de football de D3 (disparu)
 (juin 2025).
Si vous disposez d'ouvrages ou d'articles de référence ou si vous connaissez des sites web de qualité traitant du thème abordé ici, merci de compléter l'article en donnant les références utiles à sa vérifiabilité et en les liant à la section « Notes et références ».
Le championnat de Belgique de football féminin de D3 était une compétition de football féminin créée en 2001 et disparue en 2016. C'était le dernier niveau national avant les championnats provinciaux.

## Histoire
Il y avait deux séries : la D3A et la D3B. Chacun des champions montait au niveau supérieur, la D 2, aujourd'hui D3.

## Palmarès
| Saison    | Champion                                          |
| --------- | ------------------------------------------------- |
| 2001-2002 | A: DV Famkes Merkem, B: K.Vlimmeren Sport         |
| 2002-2003 | A: KSV Jabbeke, B: K.Patro Maasmechelen           |
| 2003-2004 | A: FC Excelsior Kaart, B: FCF White Star Woluwé   |
| 2004-2005 | A: KSV Jabbeke, B: FCF Braine-Rebecq              |
| 2005-2006 | A: K Achterbroek VV, B: RCS Ways-Genappe          |
| 2006-2007 | A: KV Cercle Melle, B: VVDG Lommel                |
| 2007-2008 | A: DAVO Waregem, B: RFC Rhisnois                  |
| 2008-2009 | A: Miecroob Veltem, B: Standard Fémina de Liège B |
| 2009-2010 | A: Oud-Heverlee Louvain B, B: DV Opglabbeek       |
| 2010-2011 | A: K.Massenhoven VC, B: Wallonia Club Sibret      |
| 2011-2012 | A: VC Dames Eendracht Alost, B: DVL Zonhoven      |
| 2012-2013 | A: Club Bruges KV B, B: DV Tongres                |
| 2013-2014 | A: AA Gand Ladies B, B: Wolfsdonk Sport           |
| 2014-2015 | A: KVK Svelta Melsele, B: Wallonia Club Sibret    |
| 2015-2016 | A: YRKV Malines, B: KOVC Sterrebeek               |